# Baoulei-Zwergmaus
Die Baoulei-Zwergmaus (Mus baoulei) ist ein Nagetier in der Unterfamilie der Altweltmäuse, das in Westafrika vorkommt.

## Merkmale
Mit einer Kopf-Rumpf-Länge von 56 bis 70 mm, einer Schwanzlänge von 38 bis 45 mm und einem Gewicht von 6 bis 8 g ist die Art ein kleiner Vertreter der Gattung Mäuse. Sie har 12 bis 15 mm lange Hinterfüße und 10 bis 12 mm lange Ohren. Das Deckhaar der Oberseite ist nahe der Wurzel grau und an den Spitzen braun, was einer graubraune Fellfarbe ergibt. An den Körperseiten können gelbe oder rötliche Schattierungen auftreten. Die Grenze zur weißen Unterseite ist deutlich ausgeprägt. Am Kopf liegt die Grenze im unteren Bereich der Wangen. Seitlich der Augen und unterhalb der Ohren kommt jeweils ein ockerfarbener Fleck vor. Der Schwanz hat eine braune Oberseite sowie eine hellere Unterseite.

## Verbreitung und Lebensweise
Das Verbreitungsgebiet der Baoulei-Zwergmaus reicht vom Südosten Guineas über die Elfenbeinküste bis nach Togo. Aus Ghana sowie Sierra Leone sind keine Funde bekannt, das Vorkommen der Art in diesen Ländern wird jedoch nicht ausgeschlossen. Als Habitat dienen Savannen im direkten Umfeld von Regenwäldern.
Vermutlich ist die Baoulei-Zwergmaus nachtaktiv. Andere Informationen zur Lebensweise liegen nicht vor.

## Gefährdung
Für den Bestand der Art liegen keine Bedrohungen vor. In geeigneten Biotopen tritt sie recht häufig auf. Die IUCN listet die Baoulei-Zwergmaus als nicht gefährdet (Least Concern).